# Фернандес, Хуан (хоккеист на траве)
Хуан Фернандес ла Вилья (исп. Juan Fernández la Villa; род. 4 июня 1985, Овьедо, Астурия) — испанский хоккеист на траве, полевой игрок. Серебряный призёр летних Олимпийских игр 2008 года, участник летних Олимпийских игр 2012 года, бронзовый призёр чемпионата мира 2006 года, серебряный призёр чемпионата Европы 2007 года.

## Биография
Хуан Фернандес родился 4 июня 1985 года в испанском городе Овьедо.
Изучал медицину в Мадридском университете Комплутенсе.
Играл в хоккей на траве за мадридский «Де Кампо».
В составе сборной Испании дважды выигрывал медали Трофея чемпионов: золотую в 2004 году в Лахоре и серебряную в 2011 году в Окленде.
В 2006 году завоевал бронзовую медаль чемпионата мира в Мёнхенгладбахе.
В 2007 году стал серебряным призёром чемпионата Европы в Манчестере.
В 2008 году вошёл в состав сборной Испании по хоккею на траве на летних Олимпийских играх в Пекине и завоевал серебряную медаль. Играл в поле, провёл 5 матчей, мячей не забивал.
В 2012 году вошёл в состав сборной Испании по хоккею на траве на летних Олимпийских играх в Лондоне, занявшей 6-е место. Играл в поле, провёл 6 матчей, мячей не забивал.